# Rivière Joncas
Pour les articles homonymes, voir Rivière Joncas (rivière Ferrée) et Joncas.
La rivière Joncas est un affluent de la rivière Harricana. La rivière Joncas coule vers le nord-ouest dans la municipalité de Eeyou Istchee Baie-James, dans la région administrative du Nord-du-Québec, au Québec, au Canada.

## Géographie
Les bassins versants voisins de la rivière Joncas sont :
- côté nord : rivière Yapeutihkw, rivière Missisicabi Ouest et rivière Missisicabi Est ;
- côté est : ruisseau Kamaschakwakamastikw, rivière Yapeutihkw, rivière Subercase, lac Grasset ;
- côté sud : rivière Samson, rivière Samson Nord-Est ;
- côté ouest : rivière Harricana, rivière Kamutataukach, rivière des Aulnes (rivière Joncas), rivière Adam (rivière Harricana).

La tête de la rivière Joncas est composée :
- d'un ensemble de petits plans d'eau en zones de marais autour du lac Pallière. Ce dernier lac est situé au nord du ruisseau Delanglez (drainant le lac Delanglez), au nord de la rivière Samson et à l'ouest du lac Grasset ;
- du lac Longley (longueur : 2,1 km), situé à 3,8 km à l'ouest du lac Grasset, à l'ouest du ruisseau Delanglez.

À partir du lac Longley, la rivière Joncas coule vers le nord-ouest, presque en parallèle à la rivière Harricana. Dans son cours la rivière traverse la Réserve de biodiversité projetée des Collines de Muskuchii. Dans cette réserve, la rivière passe au nord des collines de Muskuchii. Sur tout son cours, la rivière traverse plusieurs zones de marais, particulièrement dans le segment inférieur.
Son embouchure est situé au pied d'un rapide important de la rivière Harricana, à 3,7 km en amont de l'île des Sapins sur la rivière Harricana, à 24 km (en suivant le courant) de la frontière avec l'Ontario.

## Toponymie
Le terme « Joncas » s'avère être un patronyme de famille d'origine française.
Le toponyme « rivière Joncas » a été officialisé le 5 décembre 1968 à la Commission de toponymie du Québec.